# Wanderlust Creamery
O Wanderlust Creamery é uma cadeia americana de gelatarias que serve o sul da Califórnia. É conhecida pela sua variedade de sabores únicos, o que tem atraído a atenção para ela nas redes sociais e noutras plataformas.

## História
A empresa foi fundada pelo casal Adrienne Borlongan e Jon-Patrick Lopez. O avô de Borlongan trabalhava para a Magnolia, uma marca líder de sorvetes nas Filipinas. Eles já haviam aberto um estande na Smorgasburg Los Angeles e abriram o primeiro local da rede em Tarzana, Los Angeles, em agosto de 2015. Abriu seu segundo local, em Atwater Village, em 2017. A empresa se tornou viral e experimentou uma explosão significativa de popularidade quando colaborou com a Foodbeast para lançar um sabor limitado baseado no doce de leite White Rabbit em 2019. Também recebeu atenção quando havia sabores inspirados na cultura filipina, Game of Thrones e café da manhã no Café du Monde. Durante a pandemia de COVID-19, a empresa conseguiu se recuperar de suas perdas enviando seus sorvetes para todos os Estados Unidos. Abriu a sua primeira loja no Condado de Orange, em Irvine, em 2023. A Cremery também colaborou com o Bretman Rock em outubro de 2023 para criar o sabor “Da Fruity Salad”, em celebração do Mês da História Filipina-Americana.

## Cardápio
A Wanderlust Creamery tem 16 sabores de assinatura, que não são substituídos após a estação. Estes incluem ube malted crunch, vegan malted ube, mango sticky rice, Kinder, Abuelita malted crunch, baunilha, pistachio, sorvete napolitano japonês (feito de matcha, sakura e leite de Hokkaido), rocky road vietnamita, chocolate de leite Earl Grey, biscoitos e creme de sésamo preto, pandan tres leches, cacau de maracujá, smoky road e hokey pokey.

## Localizações
A partir de 2024, a cadeia tem sete locais, em Atwater Village, Fairfax, Irvine, Pasadena, Sawtelle Japantown, Tarzana e Venice. Também participa no Smorgasburg de Los Angeles, ocupando aí uma banca semanal.